# مارينالفا دي ألميدا
مارينالفا دي ألميدا (بالبرتغالية: Marinalva de Almeida‏) (من مواليد 27 أغسطس 1977) رياضية بارالمبية وعارضة برازيلية.

## نشاتها
وُلدت ألميدا في سانتا إيزابيل دو إيفاي ، بارانا في عام 1977. ابتعدت مع أشقائها الخمسة عندما كانت في الرابعة من عمرها. عندما كانت في الخامسة عشرة من عمرها وتعيش في ماتو جروسو دو سول ، تم بتر ساقها نتيجة لحادث سيارة. كانت قد اقترضت دراجة صبي وسافرت سيارة ساقها. على الرغم من أن البتر كان الأطباء يقترحون إجراءً فأمها رفضت السماح لهم بذلك. سمح شفاعة أختها بإجراء العملية. كجزء من شفائها ، جربت العديد من الألعاب الرياضية. بعد عام تزوجت وأنجبت ثلاثة أطفال في ولاية ساو باولو.

## مسيرتها المهنية
تعرفت على الرياضة من قبل صديق أقنعها بدخول السباق. ثم أخذت دورة الجمباز في سيناي. كان السباق المبكر سباقًا مصممًا للمبتورين الذين أكملوا في ذلك الوقت سباق 10 كم باستخدام العكازات. في عام 2012 أكملت دورة 15 كم على عكازين. شاركت الميدا في الإبحار في أولمبياد المعاقين 2016 ، مع برونو لاندجراف. احتلوا المركز الثامن في فئة سكود 18.